# Race War
Race War je njemački RAC sastav, osnovan 2000. godine.

## Diskografija
- The White Race Will Prevail (2002.)
- Kingdom of Hate (2004.)
- Stimme des Blutes (2005.)

## Vanjske poveznice
- Last.fm